# Peter Nijkamp

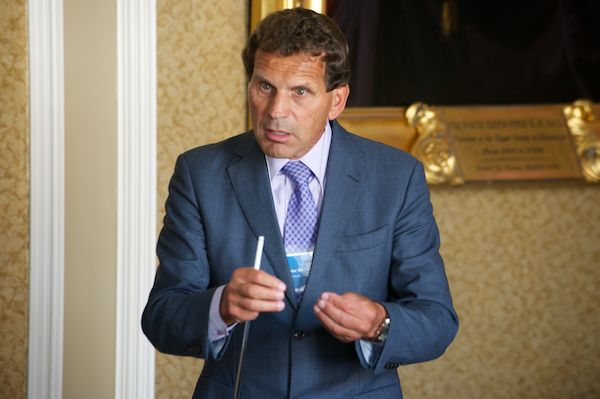
Peter Nijkamp

Peter Nijkamp (* 26. Februar 1946 in Dalfsen) ist ein niederländischer Wirtschaftswissenschaftler.

## Werdegang, Forschung und Lehre
Nijkamp studierte zwischen 1964 und 1970 Ökonometrie und regionale Wirtschaft an der Erasmus-Universität Rotterdam. 1972 graduierte er als Ph.D. an der Universität, an der er bis 1973 als Assistant Professor tätig war. Anschließend stieg er an der Universität zum Lecturer auf und war parallel in selber Funktion zwischen 1973 und 1975 an der Freien Universität Amsterdam. Dort trat er anschließend als Leiter der Abteilung für regionale Wirtschaft seine erste Professur an.
2002 bis 2009 war Nijkamp Vorsitzender der Nederlandse Organisatie voor Wetenschappelijk Onderzoek (NWO). Darüber hinaus ist er beratend für die Weltbank, die Europäische Kommission, die OECD sowie die niederländische Regierung und weitere Organisationen tätig. Seine Arbeit wurde mehrfach ausgezeichnet: Neben verschiedenen Ehrendoktorwürden und -medaillen erhielt er 1996 als einer von drei Ausgezeichneten den Spinoza-Preis der NWO. Er ist außerdem Mitglied der Academia Europaea (2008) und der Königlich Niederländischen Akademie der Wissenschaften.
Der Schwerpunkt der Arbeit Nijkamps liegt im Bereich regionaler und städtischer Wirtschaftsräume inklusive der Aspekte Transport, Mobilität und Infrastruktur, Wohnungs- und Arbeitsmärkte, technologische Innovationen sowie Ver- und Entsorgung.